# Rozwozinek
Rozwozinek – część wsi Sinogóra w Polsce, położona w województwie mazowieckim, w powiecie żuromińskim, w gminie Lubowidz.
W latach 1975–1998 Rozwozinek administracyjnie należał do województwa ciechanowskiego.